# Canopo (personaje)

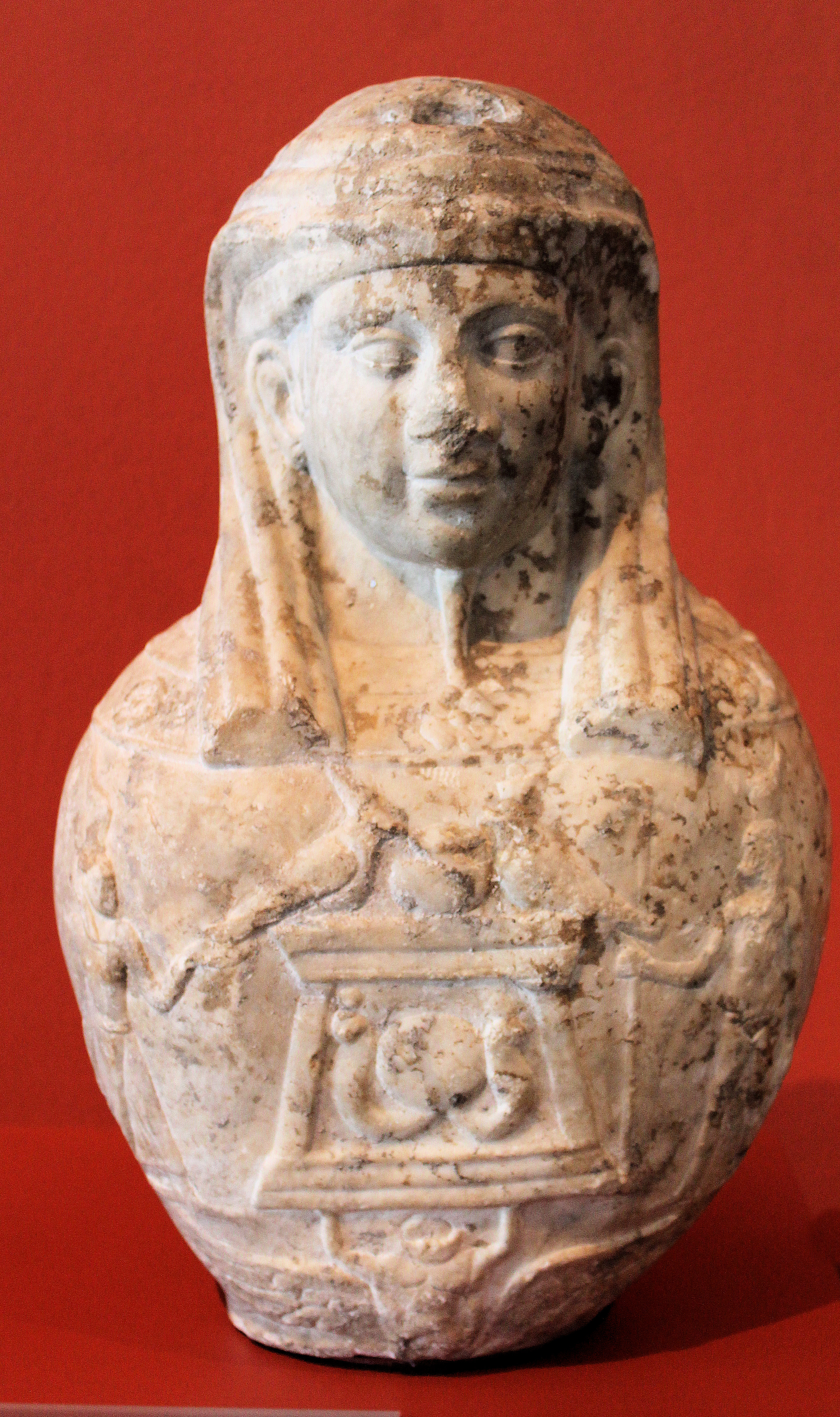
Vaso canopo egipcio de piedra (del und Pelizaeus-Museum), que representa a Canopo (personaje).

Canopo (Canobo o Canopo, en griego antiguo: Κάνωβος, romanizado: Κάνωπος, fue el timonel de Menelao, y el héroe que da nombre a la ciudad de Canopo en Egipto, y a un brazo de la desembocadura del Nilo, cerca de Alejandría. Era un espartano originario de Amiclas.
Cuando Menelao, después de la caída de Troya, fue a Egipto con Helena. Teónoe hija del rey de Egipto se enamoró de Canopo, que era joven y de una gran belleza. Pero su amor no fue correspondido. Un día, a Canopo después de desembarcar le picó una serpiente y murió. Menelao y Helena llevaron su cadáver a lugar al que Menealo llamó Canopo en su honor, y allí fue enterrado. Helena lloró la muerte de Canopo y de sus lágrimas nació una planta llamada helenio.
Según otra tradición, Canopo fue el piloto del dios egipcio Osiris. Pilotó la nave Argo y él y el barco habrían sido transformados en constelaciones.